# Collège électoral francophone

Collège francophone

Le collège électoral francophone est l'une des trois circonscriptions électorales du Parlement européen en Belgique. Il élit actuellement 8 députés européens selon la méthode D'Hondt de représentation proportionnelle des listes. Il élit 9 eurodéputés jusqu'à l'adhésion en 2007 de la Bulgarie et de la Roumanie.
Avant les élections législatives fédérales de 1999, les germanophones résidant dans la région wallonne faisaient partie du collège électoral francophone ; ils disposent désormais de leur propre collège électoral, le collège électoral germanophone.

## Limites
La circonscription correspond à la Communauté française de Belgique. À Bruxelles, officiellement bilingue, les électeurs peuvent choisir d'appartenir au collège électoral francophone ou néerlandophone.
Avant la réforme de l'État de 2011-2012, tous les électeurs de l'arrondissement de Bruxelles-Hal-Vilvorde avaient la possibilité d'appartenir à l'une ou l'autre liste. Aujourd'hui, seules certaines communes de la périphérie bruxelloise disposent toujours de cette possibilité.
Le collège électoral français est composé de :
- Tous les électeurs résidant dans une commune de la Région wallonne, à l'exception de la commune de Comines-Warneton et des communes de la région de langue allemande de Belgique ;
- Tous les habitants de Comines-Warneton qui ont choisi de faire partie de ce collège ;
- Tous les résidents de la circonscription de Bruxelles-Capitale et du canton électoral de Rhode-Saint-Genèse (composé de Kraainem, Drogenbos, Linkebeek, Rhode-Saint-Genèse, Wemmel et Wezembeek-Oppem) qui ont choisi de faire partie de ce collège ;
- Tous les résidents des Fourons qui ont choisi de voter à Aubel pour faire partie du collège ;
- Tous les électeurs belges résidant à l'étranger qui ont choisi de faire partie de ce collège.

## Membres du Parlement européen

### 2024 - 2029
- Benoît Cassart, Mouvement réformateur
- Marc Botenga, Parti du travail de Belgique
- Saskia Bricmont, Écolo
- Estelle Ceulemans, Parti socialiste
- Olivier Chastel, Mouvement réformateur
- Elio Di Rupo, Parti socialiste
- Yvan Verougstraete, Les Engagés
- Sophie Wilmès, Mouvement réformateur

### 2019 - 2024
- Marie Arena, Parti socialiste
- Marc Botenga, Parti du travail de Belgique
- Saskia Bricmont, Écolo
- Olivier Chastel, Mouvement réformateur
- Philippe Lamberts, Écolo
- Benoît Lutgen, Centre démocrate humaniste
- Frédérique Ries, Mouvement réformateur
- Marc Tarabella, Parti socialiste

### 2014 - 2019
- Marie Arena, Parti socialiste
- Hugues Bayet, Parti socialiste
- Gérard Deprez, Mouvement réformateur
- Philippe Lamberts, Écolo
- Louis Michel, Mouvement réformateur
- Frédérique Ries, Mouvement réformateur
- Claude Rolin, Centre démocrate humaniste
- Marc Tarabella, Parti socialiste

### 2009 - 2014
- Frédéric Daerden, Parti socialiste
- Véronique de Keyser, Parti socialiste
- Anne Delvaux, Centre démocrate humaniste
- Isabelle Durant, Écolo
- Philippe Lamberts, Écolo
- Louis Michel, Mouvement réformateur
- Frédérique Ries, Mouvement réformateur
- Marc Tarabella, Parti socialiste

### 2004 - 2009
- Philippe Busquin, Parti socialiste
- Gerard Deprez, Mouvement réformateur
- Antoine Duquesne, Mouvement réformateur
- Alain Hutchinson, Parti socialiste
- Pierre Jonckheer, Écolo
- Véronique de Keyser, Parti socialiste
- Joëlle Milquet, Centre démocrate humaniste
- Frédérique Ries, Mouvement réformateur
- Marc Tarabella, Parti socialiste

## Résultats des élections

### 2024
| Parti | Parti                                    | Parti européen | Nombre de voix | %      | Différence par rapport à l'élection précédente | Nombre de places obtenues | Différence par rapport à l'élection précédente |
| ----- | ---------------------------------------- | -------------- | -------------- | ------ | ---------------------------------------------- | ------------------------- | ---------------------------------------------- |
|       | Mouvement réformateur (MR)               | ALDE           | 900 413        | 34,88  | 15,59                                          | 3                         | 1                                              |
|       | Parti socialiste (PS)                    | PSE            | 529 697        | 20,52  | 6,17                                           | 2                         | –                                              |
|       | Parti des travailleurs de Belgique (PTB) | Aucun          | 397 055        | 15,38  | 0,79                                           | 1                         | –                                              |
|       | Les Engagés                              | Renew          | 368 668        | 14,28  | –                                              | 1                         | –                                              |
|       | Écolo                                    | EGP            | 259 745        | 10,06  | 9,84                                           | 1                         | 1                                              |
|       | DéFI                                     | Aucun          | 75 243         | 2,91   | 3,01                                           | 0                         | –                                              |
|       | Anticapitalistes                         | Aucun          | 50 758         | 1,97   | –                                              | 0                         | –                                              |
| Total | Total                                    | Total          | 2 439 775      | 100,00 | –                                              | 8                         | –                                              |

### 2019
| Parti | Parti                                    | Parti européen | Nombre de voix | %      | Différence par rapport à l'élection précédente | Nombre de places obtenues | Différence par rapport à l'élection précédente |
| ----- | ---------------------------------------- | -------------- | -------------- | ------ | ---------------------------------------------- | ------------------------- | ---------------------------------------------- |
|       | Parti socialiste (PS)                    | PSE            | 651 157        | 26,69  | 2,60                                           | 2                         | 1                                              |
|       | Écolo                                    | EGP            | 485 655        | 19,91  | 8,22                                           | 2                         | 1                                              |
|       | Mouvement réformateur (MR)               | ALDE           | 470 654        | 19,29  | 7,81                                           | 2                         | 1                                              |
|       | Parti des travailleurs de Belgique (PTB) | Aucun          | 355 883        | 14,59  | 9,11                                           | 1                         | 1                                              |
|       | Centre démocratique humaniste (CDH)      | PPE            | 218 078        | 8,94   | 2,42                                           | 1                         | –                                              |
|       | DéFI                                     | Aucun          | 144 555        | 5,92   | 2,54                                           | 0                         | –                                              |
|       | Parti populaire (PP)                     | Aucun          | 113 793        | 4,66   | 1,32                                           | 0                         | –                                              |
| Total | Total                                    | Total          | 2 439 775      | 100,00 | –                                              | 8                         | –                                              |

### 2014
| Parti | Parti                                     | Parti européen | Nombre de voix | %      | Différence par rapport à l'élection précédente | Nombre de places obtenues | Différence par rapport à l'élection précédente |
| ----- | ----------------------------------------- | -------------- | -------------- | ------ | ---------------------------------------------- | ------------------------- | ---------------------------------------------- |
|       | Parti socialiste (PS)                     | PSE            | 714 645        | 29,29  | 0,19                                           | 3                         | –                                              |
|       | Mouvement réformateur (MR)                | ALDE           | 661 332        | 27,10  | 1,05                                           | 3                         | 1                                              |
|       | Écolo                                     | EGP            | 285 196        | 11,69  | 11,19                                          | 1                         | 1                                              |
|       | Centre démocratique humaniste (CDH)       | PPE            | 277 246        | 11,36  | 1,98                                           | 1                         | –                                              |
|       | Parti populaire (PP)                      | ADDE           | 145 909        | 5,98   | 5,98                                           | 0                         | –                                              |
|       | Parti des travailleurs de Belgique (PTB)  | Aucun          | 133 811        | 5,48   | 4,32                                           | 0                         | –                                              |
|       | Front démocratique des francophones (FDF) | Aucun          | 82 540         | 3,38   | 3,38                                           | 0                         | –                                              |
|       | Debout Les Belges ! (DLB !)               | Aucun          | 72 671         | 2,98   | 2,98                                           | 0                         | –                                              |
|       | La Droite                                 | Aucun          | 38 813         | 1,59   | 1,59                                           | 0                         | –                                              |
|       | Mouvement VEGA                            | Aucun          | 15 208         | 0,62   | 0,62                                           | 0                         | –                                              |
|       | Stand Up USE                              | Aucun          | 7 970          | 0,33   | 0,33                                           | 0                         | –                                              |
|       | Mouvement de gauche (MG)                  | Aucun          | 4 705          | 0,19   | 0,19                                           | 0                         | –                                              |
| Total | Total                                     | Total          | 2 440 046      | 100,00 | –                                              | 8                         | –                                              |

### 2009
| Parti | Parti                                    | Parti européen | Nombre de voix | %      | Différence par rapport à l'élection précédente | Nombre de places obtenues | Différence par rapport à l'élection précédente |
| ----- | ---------------------------------------- | -------------- | -------------- | ------ | ---------------------------------------------- | ------------------------- | ---------------------------------------------- |
|       | Parti socialiste (PS)                    | PSE            | 714 947        | 29,10  | 6,99                                           | 3                         | 1                                              |
|       | Mouvement réformateur (MR)               | ELDR           | 640 092        | 26,05  | 1,53                                           | 2                         | 1                                              |
|       | Écolo                                    | EGP            | 562 081        | 22,88  | 13,03                                          | 2                         | 1                                              |
|       | Centre démocratique humaniste (CDH)      | PPE            | 327 824        | 13,34  | 1,80                                           | 1                         | 0                                              |
|       | Front national (FN)                      | Aucun          | 87 706         | 3,57   | 3,88                                           | 0                         | 0                                              |
|       | Parti des travailleurs de Belgique (PTB) | Aucun          | 28 483         | 1,16   | 0,35                                           | 0                         | 0                                              |
|       | Autres                                   | Autres         | 96 045         | 3,91   | –                                              | 0                         | –                                              |
| Total | Total                                    | Total          | 2 457 178      | 100,00 | –                                              | 8                         | 1                                              |

### 2004
|  | Parti                                           | Nombre de voix | %      | Différence par rapport à l'élection précédente | Nombre de places obtenues | Différence par rapport à l'élection précédente |
|  | ----------------------------------------------- | -------------- | ------ | ---------------------------------------------- | ------------------------- | ---------------------------------------------- |
|  | Parti socialiste (PS)                           | 878 577        | 36,09  | 10,31                                          | 4                         | 1                                              |
|  | Mouvement réformateur (MR)                      | 671 422        | 27,58  | 0,59                                           | 3                         | –                                              |
|  | Centre Humaniste Démocratique (CDH)             | 368 753        | 15,15  | 1,84                                           | 1                         | 1                                              |
|  | Écologistes (Ecolo)                             | 239 687        | 9,84   | 12,86                                          | 1                         | 2                                              |
|  | Front national (FN)                             | 181 351        | 7,45   | 3,35                                           | 0                         | –                                              |
|  | Nouveau front belge (FNB)                       | 26 775         | 1,1    | 0,03                                           | 0                         | –                                              |
|  | Rassemblement Wallonie-France (RWF)             | 23 090         | 0,95   | Ne s'est pas présenté                          | 0                         | –                                              |
|  | CDF                                             | 19 718         | 0,81   | Ne s'est pas présenté                          | 0                         | –                                              |
|  | Parti des travailleurs de Belgique (PTB)        | 19 645         | 0,81   | Ne s'est pas présenté                          | 0                         | –                                              |
|  | Mouvement pour une alternative socialiste (MAS) | 5 675          | 0,23   | Ne s'est pas présenté                          | 0                         | –                                              |
|  | Total                                           | 2 434 693      | 100,00 |                                                | 9                         | –                                              |